# 蒙彼利埃 (愛荷華州)
蒙彼利埃（英語：Montpelier）是位於美國愛荷華州馬斯卡廷縣的一個人口普查指定地區。

## 人口
根據2010年美國人口普查的數據，蒙彼利埃的面積為5.00平方千米，當中陸地面積為5.00平方千米，而水域面積為5.00平方千米。當地共有人口500人，而人口密度為每平方千米100人。